# 大分南バイパス (国道10号)

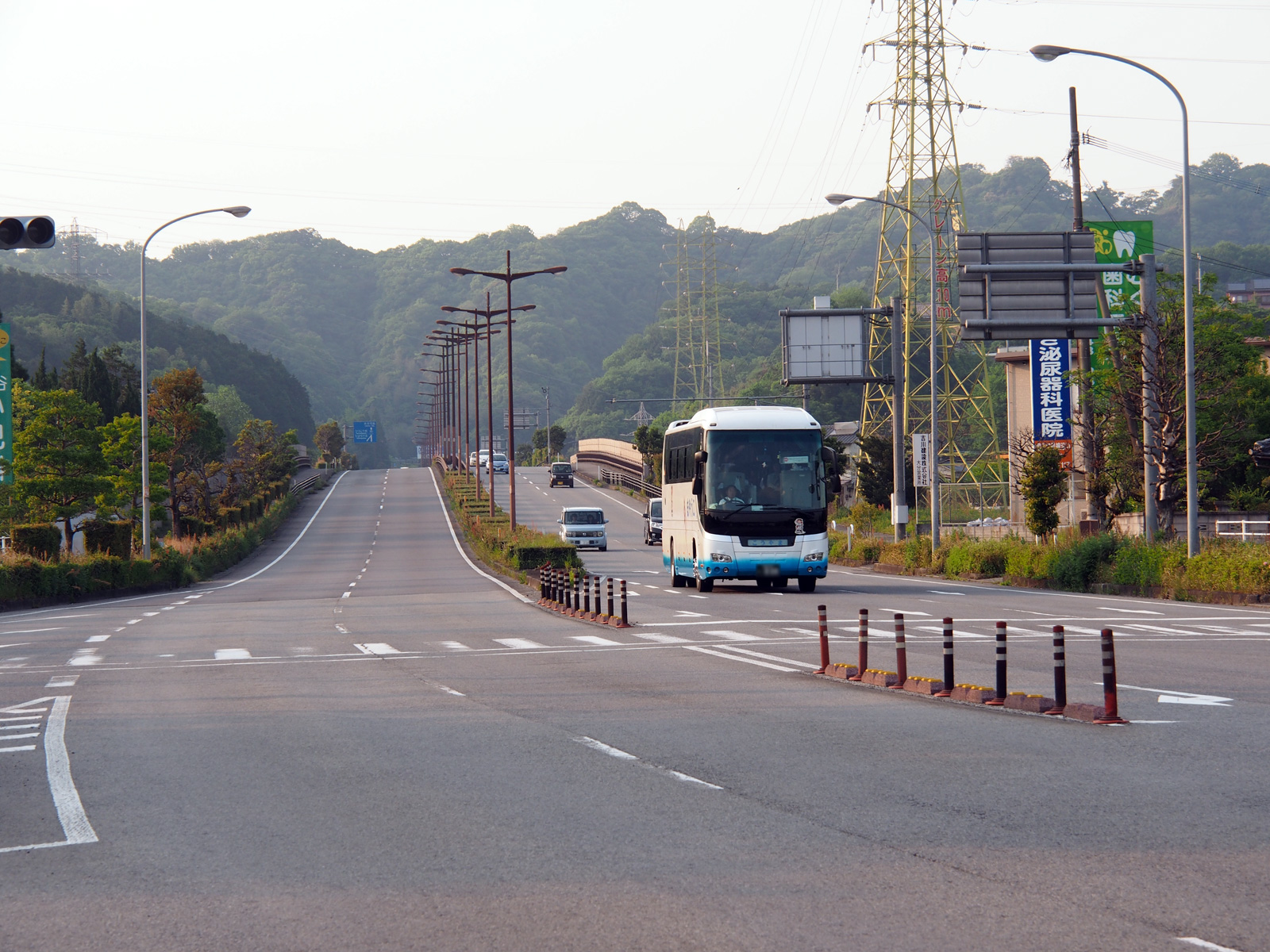
大分南バイパス（中判田付近）

大分南バイパス（おおいたみなみバイパス）は、大分県大分市片島から同市中判田に至る、全長3.86kmの国道10号バイパスである。
大分市南部のベッドタウン化によって渋滞の激しい国道10号の混雑緩和のために整備されたバイパスで、起点の片島で市街地方向へ向かう大分県道56号中判田下郡線に接続する。また、起点では同名の国道197号大分南バイパスにも接続しており、2002年に開催された2002 FIFAワールドカップの際には大分県南部などから大分スポーツ公園総合競技場へのアクセス道路にもなった。

## 概要
- 起点：大分県大分市片島
- 終点：大分県大分市中判田
- 全長：3.86km
- 車線数：4車線

## 沿革
- 1986年3月：一部供用開始。
- 1993年4月：全面供用開始。
- 1996年12月：4車線化。

## 主な接続道路
- 大分県道56号中判田下郡線
- E10 東九州自動車道（大分米良IC）
- 国道197号大分南バイパス